# 异配生殖
異配生殖（英語：anisogamy）是一種有性生殖，其需要兩個配子的互相結合，其有著大小或形態的分別，較小的配子稱為精細胞，產生精細胞的的器官或個體被定義為雄性，較大的配子稱為卵細胞，產生卵細胞的個體被定義為雌性。反之，若兩個配子大小形態類似，則稱為同配生殖。是兩性異形。

## 演化成因
因為精子較小的配子，一個雄性可以產生更多精子去跟更多卵子結合；而因為雄性的精子越來越小，雌性為了確保後代有足夠的資源存活，必須製造出越來越大的卵子。卵子變大後，精子又可以變得更小。如此造成精卵間有極端的大小差異。

## 影響
由於費雪原理，雌雄個體的比例應接近一比一，然而雄性卻可以產生較多配子，跟更多雌性交配，這造成雄性間的競爭（性別內選擇），稱為貝特曼原理。
異配生殖造成雌性的親代投資較高，羅伯特·泰弗士主張這讓雌性進一步演化成會仔細選擇交配對象（性別間選擇），並經由懷孕、哺乳和和育幼等方式繼續付出更多資源照顧後代。然而此理論尚有爭議。